# Ligne de Rosporden à Concarneau
La ligne de Rosporden à Concarneau est une ligne ferroviaire française à écartement standard et à voie unique. Elle constitue un embranchement de la ligne radiale « sud » de desserte ferroviaire de la Bretagne, permettant la desserte de l'importante ville portuaire de Concarneau.
Elle constitue la ligne 476000 du Réseau ferré national.

## Histoire

### Chronologie
- 23 juillet 1879, déclaration d'utilité publique[2],
- 28 juin 1883, concession à la Compagnie du chemin de fer de Paris à Orléans (PO)[2],
- 30 juin 1883, mise en service[2],
- 4 octobre 1959, fermeture du service des voyageurs[2],
- Au début des années 2010, de Coat Conq à la gare de Concarneau convention de transfert de gestion pour l'ouverture d'un tronçon de voie verte[3].

### Origine
La ligne de desserte « sud » de la Bretagne, concédée au Paris-Orléans, vit naître plusieurs embranchements destinés à la desserte des villes portuaires égrenant la côte bretonne. L'embranchement de desserte de Concarneau classé no 72 dans la loi du 17 juillet 1879 (Plan Freycinet),., est de ceux-là.

« Le poisson est transporté en voiture de Concarneau à Rosporden et chargé vers midi dans les trains de vitesse qui arrivent le lendemain à Paris. Il sera du plus grand intérêt de pouvoir le placer en wagon au sortir du bateau à Concarneau même et de lui éviter ainsi les détériorations que cause le trajet en voiture et le transbordement à Rosporden. (...) Cet embranchement sera, d'ailleurs, très utile pour les personnes qui se rendent en grand nombre à Concarneau pendant la saison des bains de mer. Enfin il permettra le transport facile des amendements marins vers le centre de la Bretagne. »

### Utilité publique et travaux par l'État
La loi, ayant pour objet la déclaration d'utilité publique (DUP) des chemins de fer : 1° de Concarneau à Rosporden ; 2° de Morlaix à Roscoff ; 3° de Quimper à Douarnenez, adoptée par le Sénat et la Chambre des députés, est promulguée le 23 juillet 1879 par le Président de la République Jules Grévy et signée par le ministre des travaux publics Charles de Freycinet. Outre la DUP faite à titre d'intérêt général, les différents articles précisent notamment : l'autorisation donnée au ministre pour entreprendre les travaux de la ligne dans le cadre de la section « Études et travaux des chemins de fer exécutés par l'État » du budget de son ministère ; l'acceptation de l'offre de subvention, 20 000 fr/km, faite par le Conseil général du Finistère ; et qu'elle sera éventuellement complétée par une loi spéciale sur les clauses qui seraient ultérieurement stipulées pour la concession ou l'exploitation.
Le projet d'exécution de la ligne « de Rosporden à Concarneau » est approuvé par une décision ministérielle le 26 janvier 1880. Le Ministère des travaux publics met, le samedi 21 février 1880, en adjudication au rabais, sur soumissions cachetées, un premier lot intitulé « terrassements et ouvrages d'arts », la dépense estimée est de 780 803,05 fr). Il est adjugé aux entrepreneurs Picaut et Oligner dont le rabais est de 16% ce qui ouvre une autorisation de dépenses de 712 271,51 fr, non compris les acquisitions de terrains. Le chantier est ouvert en mars 1880 et au mois d'août l'ingénieur en chef rapporte que « les travaux sont en bonne voie d'exécution » et que l'achat des parcelles a été conclu pour presque toutes à l'amiable.
Pour le lot suivant, concernant les maisons de garde, le projet finalisé est transmis à l'administration supérieure le 15 juin. Son adjudication pour la construction a lieu le samedi 7 août 1880, la dépense estimée est de 97 588,23 fr. Le samedi 29 octobre 1881 il y a deux adjudication : la première pour le lot « établissement et entretien des clôtures sèches et haies vives », la dépense estimée est de 45 844 fr (détaillée en 21 980 fr pour la plantation et l'entretien des haies vives et 23 864 fr pour la fourniture, la pose et l'entretien de clôtures sèches), et la seconde pour le lot « ballastage et pose des voies », la dépense estimée est de 276 397 fr  (détaillée en 248 904 fr pour ballastage et l'empierrement, 4 625 fr pour entaillage et perçage des traverses, et 22 868 fr pour la pose des voies).

### Concession et ouverture PO
La ligne est cédée par l'État à la Compagnie du chemin de fer de Paris à Orléans par une convention signée entre le ministre des Travaux publics et la compagnie le 28 juin 1883. Cette convention est approuvée par une loi le 20 novembre suivant.
La ligne de Rosporden à Concarneau est mise en service le 30 juin 1883 par la Compagnie du PO, sur autorisation du ministre des travaux publics. Longue de 15,362 kilomètres elle dispose des deux stations terminus et d'une station intermédiaire à La Boissière,.

### Embranchement du port
La compagnie des chemins de fer départementaux du Finistère ouvrit le 1er décembre 1909 un embranchement à voie métrique destiné à relier la gare de Concarneau-Ville, terminus de la ligne à voie métrique reliant Quimperlé à Concarneau via Pont-Aven, à la « grande gare » de Concarneau-PO. Une liaison entre la gare et le port, majoritairement en tranchée, était donc ouverte. Lors de la fermeture de cette ligne départementale, en 1936, cet embranchement fut mis à voie normale et exploité par le grand réseau.

## Caractéristiques

### Tracé
S'embranchant sur la radiale en gare de Rosporden, où se trouvaient par ailleurs les terminus de deux lignes à voie métrique, l'une du réseau breton se dirigeant vers Carhaix et l'autre des chemins de fer armoricains, se dirigeant vers Plouescat via Châteauneuf-du-Faou, La Feuillée et Landivisiau, la ligne s'éloignait d'abord vers l'ouest, puis obliquait vers le sud, pour desservir la halte de la Boissière, puis la gare de Concarneau, situé en surplomb du port.

### Gares
La gare de Concarneau, quoique ne voyant plus de train, reste ouverte et sert de bureau de vente pour la SNCF jusqu'en janvier 2016.

### Fermeture
La section du PK 671,700 au PK 679,974 de la ligne n° 476000 est fermée le 6 juin 2013 par une décision du Conseil d'administration de Réseau ferré de France. L'objectif indiqué est de conserver sur ces 8 274 mètres le « maintien des emprises nécessaires à une éventuelle réactivation d'un service de transport en site propre ».

## Exploitation
Aujourd'hui, la ligne n'est plus exploitée au-delà de Coat-Conq, zone industrielle située au nord de l'échangeur du même nom sur la N165, environ un kilomètre en amont de l'ancienne halte de la Boissière. Le moignon de voie exploité est électrifié depuis 1992 en monophasé 25 kV (caténaire simplifiée type "Trolley"). Mais l'essentiel de la desserte de l'usine de Coopagri, principal embranché (trains de céréales ou d'engrais) est réalisé en traction diesel.
Le dernier train qui a relié la zone d'activité Coat Konq, a circulé le 16 octobre 2021, depuis la ligne est neutralisée.
Des essais d'un prototype rail/route pour le compte de SNCF Voyageurs ont été réalisés entre avril et octobre 2023, au niveau de la commune de Melgven.